# Danielle Hayes
Danielle Hayes (Kawerau, 18 febbraio 1991) è una modella neozelandese.
Nel 2010 ha vinto la seconda edizione del reality show New Zealand's Next Top Model.
Grazie alla vittoria del programma, la Hayes è stata per un anno testimonial dell'azienda di cosmetica CoverGirl. È inoltre comparsa sulle copertine delle riviste neozelandesi Cleo Magazine e Metro Magazine ed ha sfilato per Annah Stretton, Ricochet, Vanilla Ink, Tanya Carlson e Matchi Motchi.

## Agenzie
- 62 Models[3] - Auckland
- Chic Models[1] - Sydney